# John Hawkins (hajóépítő)
John Hawkins (Plymouth, 1532 – 1595. november 12.) hajóépítő, kereskedő, az angol királyi tengerészet parancsnoka, kalóz.

## Élete
Az angliai Plymouth tekintélyes polgárcsaládjában született. Apja William Hawkins, VIII. Henrik angol király bizalmasa, tengerészkapitány. Édesanyja Joan Trelawney, akinek felmenője a Plantagenêt-házból származó Plantagenêt Eleonóra és rajta keresztül III. Henrik angol király. Sir Francis Drake kapitány második unokatestvére, aki vele tartott második útján. A 16. század második fele, I. Erzsébet királynő kora Anglia tengeri nagyhatalommá válásának korszaka.Ebben jelentős szerepet játszott az, hogy az angol társadalom lényegesen szabadabb, demokratikusabb volt, mint a hanyatlóban levő Spanyol Birodalom. A Hawkins polgárcsaládhoz hasonló családok, a londoni city polgárai és befektető kereskedői (merchant adventurers) jelentős befolyással bírtak a spanyolnál lényegesen gyengébb angol királyi hatalomra. 
A spanyol nagyhatalom visszaszorulására a birodalmi túlterjeszkedésen túlmenően, jelentős hatással voltak az angol hajóépítők által kifejlesztett modern hajóépítési megoldások, valamint a Hawkins által gyakorolt háromoldalú kereskedelem is. Hawkins európai árukat vitt a dél-afrikai portugál gyarmatokra. Ott fekete rabszolgákat rabolt vagy vásárolt, és ezeket Dél-Amerikába vitte, ahol eladta, nemesfémekre és más nyersanyagokra cserélte. 
Eme kalózutak jelentős hasznot hajtottak a vállalkozásokat finanszírozó tőkéseknek és a királynőnek, s egyben hozzájárultak a spanyol világhatalom megtöréséhez is. Bár a rabszolgákkal való kereskedés ma visszatetszést kelt, akkor széles körben elfogadott eljárás volt. Bevett eljárásnak számított Afrikában és Európában is. A magát kereszténynek tartó I. Ferenc francia király a gazdaságilag és jelentős részben hadseregében is rabszolgatartásra épülő török birodalom kitartó szövetségese, támogatója. A törökök közép-európai – részben rabszolgaszerző – hadjáratait Nyugat-Európa jelentős pénzügyi körei (például Velence) támogatták és részben szervezték is. A rabszolgatartás azonban nem volt ismeretlen Európa nyugati részén sem, ahol túlzott alkalmazása ellen I. Erzsébet is fellépett – kevés sikerrel.

## Első utazása, 1555 – 1563
1555–ben három hajóval a Karib-térségbe hajózott Sierra Leone érintésével. Elrabolt egy portugál rabszolgaszállító hajót. Bár két hajóját a spanyol hatóságok lefoglalták, eladta a rabszolgákat Santo Domingóban, és így nagy hasznot hajtott a londoni befektetőknek. Az utazás következtében a spanyolok betiltották az angolok kereskedését gyarmataikon.

## Második utazása, 1564 – 1565
Második utazása még eredményesebb volt. 1564-ben I. Erzsébet angol királynőtől kibérelte a hatalmas, 700 tonna vízkiszorítású Jesus of Lubecket. Három hajójával Borburatába hajózott. Odafelé a hajóúton körülbelül 400 afrikait ejtett fogságba. Borburata után Rio de la Hachába hajózott. A spanyol hivatalnokok vámok kivetésével próbálták megakadályozni azt, hogy Hawkins eladja a rabszolgákat. Hawkins azonban visszautasította a vámfizetést és azzal fenyegetőzött, hogy felgyújtja a városokat. A rabszolgák eladása után Floridába hajózott egy francia kolóniához. 1566 szeptemberében ért vissza Angliába. Befektetőinek 60%-os hasznot ért el.

## Harmadik utazása, 1567 – 1569
Harmadik utazása 1567 –ben kezdődött. Elfoglalta a portugál Madre de Deus (Isten Anyja) rabszolgaszállító hajót. A zsákmányolt 400 rabszolgával átkelt az Atlanti-óceánon. San Juan de Ulúánál (a mai Veracruz közelében) feltartóztatta egy jelentős spanyol hajóflotta, mely az új alkirályt vitte a spanyol gyarmatra. Az ütközetben csak két angol hajó menekült meg, Hawkins nyomorúságos körülmények között tudott csak hazatérni. Hawkins az angol királynővel közös vállalkozásáról An Alliance to Raid for Slaves (Szövetség rabszolgák szerzésére) című jelentésében számolt be. Leírta azt, hogy kalózkodása milyen szorosan összefüggött az angol rabszolga-kereskedelemmel, és arról is, hogy az európaiak sikeres rabszolga-kereskedése milyen nagymértékben függött afrikai szövetségeseiktől, akik ebben hajlandóak voltak együttműködni az európaiakkal.

## Londonban
1571-ben az angol parlament tagja lett. Benjamin Gonson halála után, 1578 január 1–jétől a királyi haditengerészet kincstárnoka. Az általa bevezetett reformok sokak érdekét sértették. Határozott véleménye volt, hogy az angol haditengerészet világelső, így a tengerészeket megfelelően meg kell fizetni. Nagy létszámú, de érdektelen embereknél többet ér kisebb számú, de elkötelezett, jól megfizetett tengerész. A hajóépítésben számos újítás bevezetése fűződik a nevéhez. Ezek az újítások is jelentős szerepet játszottak abban, hogy a támadó spanyol armadával szembeszálló angol, haditengerészet technikai fölényben volt. A csata lefolyása szempontjából döntő jelentősége volt annak is, hogy míg Erzsébet királynő tapasztalt tengerészekre bízta a hadjárat vezetését, addig a spanyol armadát a hozzá nem értő spanyol király részletes és végrehajthatatlan utasításai mellett jó szándékú, de ugyancsak hozzá nem értő spanyol főurak vezették. A haditanácsban is többségben voltak a szárazföldi csapatok képviselői a tengerészekhez képest. 1588-ban Hawkins a spanyol–angol ütközet három angol parancsnoka közül az egyik, zászlóshajója a Victory. Valószínű, hogy Calais-nál Hawkins alkalmazott először támadó eszközként felgyújtott, és az ellenfélre eresztett hajót. Az ütközetben játszott szerepéért a királynő lovaggá ütötte.

## Halála
1595–ben elkísérte második unokatestvérét, Sir Francis Drake-et kalózútjára, melyen sikertelenül támadták meg San Juant. Mindketten megbetegedtek. Hawkins meghalt Puerto Ricónál. 2006 júniusában leszármazottja, Andrew Hawkins nyilvánosan bocsánatot kért azért, hogy felmenője részt vett a rabszolga-kereskedelemben.

## Fordítás
- Ez a szócikk részben vagy egészben  a   John Hawkins című angol Wikipédia-szócikk fordításán alapul.  Az eredeti cikk szerkesztőit annak laptörténete sorolja fel. Ez a jelzés csupán a megfogalmazás eredetét és a szerzői jogokat jelzi, nem szolgál a cikkben szereplő információk forrásmegjelöléseként.